# Malawi Airlines
Malawi Airlines (fino al 2016 Malawian Airlines) è la compagnia aerea di bandiera del Malawi, con sede a Lilongwe e hub presso l'aeroporto Internazionale di Lilongwe. È stata fondata nel 2013 dopo la liquidazione di Air Malawi, l'ex compagnia di bandiera. Ethiopian Airlines la gestisce tramite un contratto e possiede il 49% delle quote dopo che è emersa come vincitrice a seguito di un'offerta competitiva.

## Storia
La compagnia aerea è stata costituita nel luglio 2013, in seguito al crollo di Air Malawi, fino ad allora vettore nazionale, nel febbraio 2013, a causa dell'impossibilità di pagare i debiti accumulati. Nel luglio 2013 è stato perfezionato un accordo con Ethiopian Airlines, che avrebbe visto questo vettore detenere una partecipazione del 49% in Air Malawi; l'accordo prevedeva anche la ridenominazione di Air Malawi in Malawian Airlines Ltd.
Le operazioni sono iniziate il 31 gennaio 2014 con la rotta interna Blantyre - Lilongwe utilizzando un Bombardier Q400 da 67 posti. Il 3 febbraio 2014 ha lanciato il suo primo servizio internazionale per Harare. Johannesburg è stata aggiunta alla rete di rotte due settimane dopo, il 17 febbraio, e Dar es Salaam il 18 febbraio.
Il 25 marzo 2021, il Consiglio di Amministrazione della società ha approvato una delibera in cui raccomandava la "ordinata messa in liquidazione della società" a causa di ingenti debiti e insolvenza tecnica.  Tuttavia, il 5 maggio 2021 il governo del Malawi ha confermato l'intenzione di ricapitalizzare la compagnia aerea.

## Flotta
A dicembre 2022 la flotta di Malawi Airlines è così composta: